# Pieter de Keyser

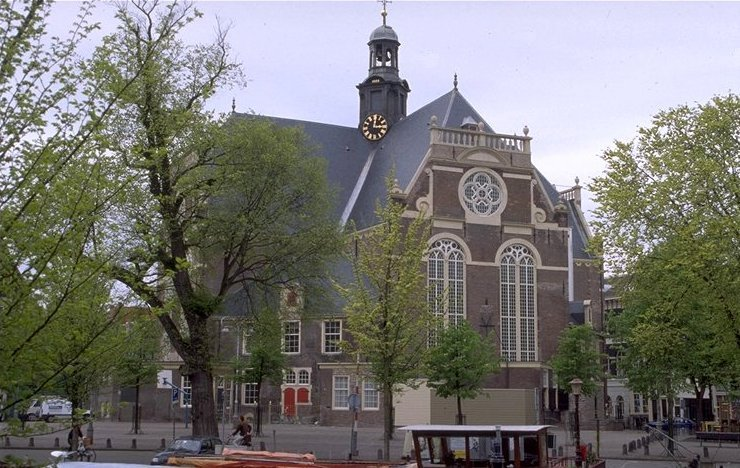
Pieter de Keyser voltooide de Noorderkerk in Amsterdam na de dood van zijn vader in 1621

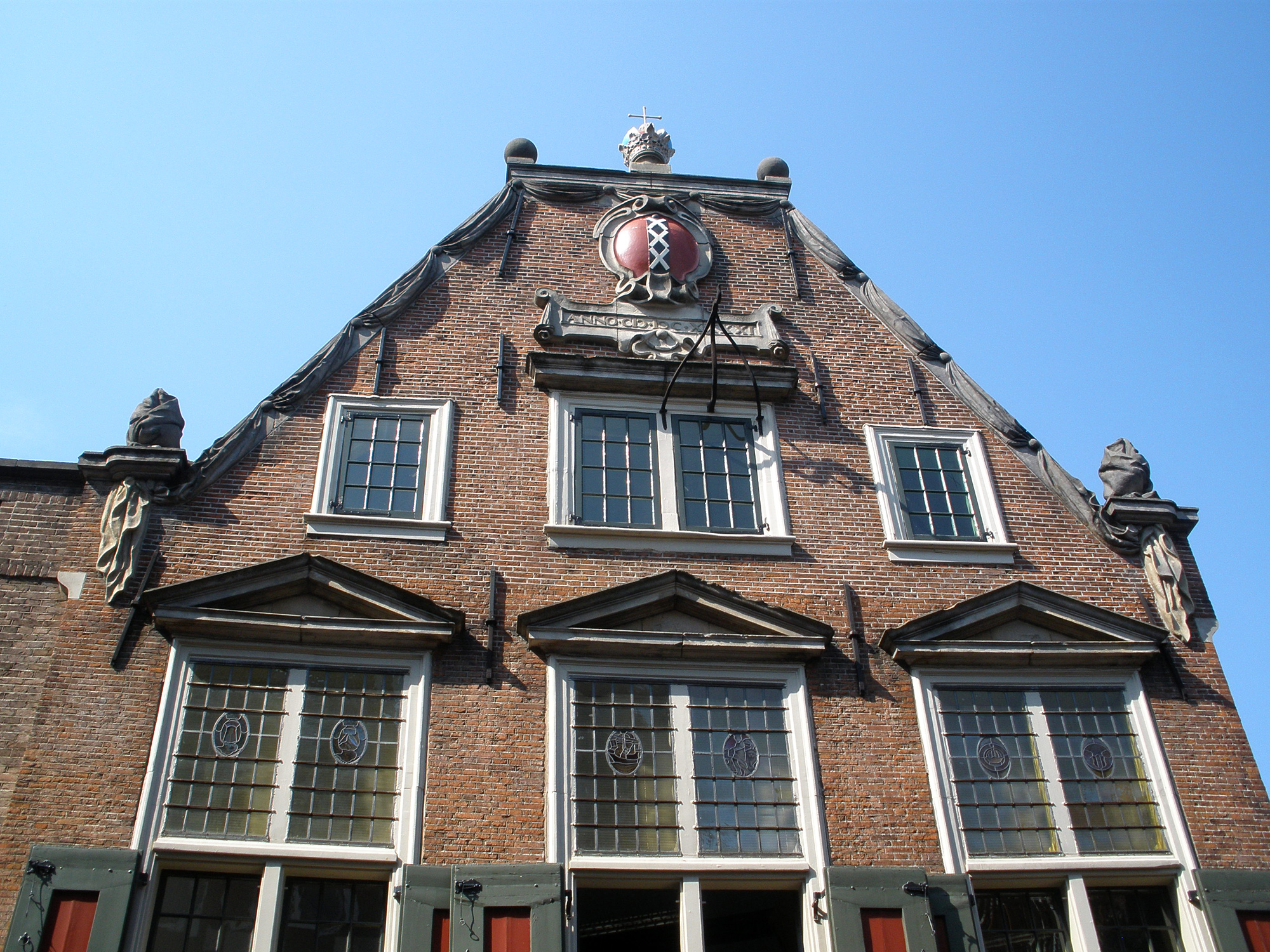
De Saaihal in de Staalstraat in Amsterdam, een ontwerp van Pieter de Keyser uit 1641

Pieter de Keyser (Amsterdam, ca. 1595 - begraven aldaar, 15 september 1676) was een Nederlandse bouwmeester en beeldhouwer. Hij volgde zijn vader Hendrick de Keyser op en voltooide na zijn vaders dood een aantal van diens bouwwerken.

## Leven en werk
In opdracht van zijn vader overzag Pieter de Keyser in ca. 1617 de bouw van het Huis Bartolotti aan de Herengracht. Na de dood van zijn vader in 1621 nam hij diens functie over als stadssteenhouwer en voltooide de Westerkerk en Noorderkerk en het Huis met de Hoofden op de Keizersgracht. Ook voltooide hij zijn vaders praalgraf voor Willem van Oranje in de Nieuwe Kerk in Delft en het standbeeld van Erasmus in Rotterdam.
Andere Amsterdamse bouwwerken van zijn hand waren onder meer de Saaihal (1641) in de Staalstraat en de galerij en jongensschool van het Burgerweeshuis, nu het Amsterdams Historisch Museum. Het Accijnshuis (1637) wordt meestal toegerekend aan Jacob van Campen maar was mogelijk een ontwerp van Pieter de Keyser.
Zijn beeldhouwwerk omvat onder meer het praalgraf voor Piet Hein in de Oude Kerk van Delft, het praalgraf voor stadhouder Willem Lodewijk van Nassau-Dillenburg in Leeuwarden, een praalgraf voor Adriaan Pauw in de Hervormde Kerk van Heemstede en een praalgraf voor de Zweedse militair Erik Soop in de kathedraal van Skara (Zweden).
Pieter de Keyser trouwde drie keer, met Magdalena Geens (1623), Magdalena Jacobs (1625) en Catharina Beghin of Bagijn (1639).
Zijn broer Thomas de Keyser legde zich ook op de bouwkunst toe, maar koos later voor de schilderkunst, hoewel hij wel actief bleef als bouwmeester.
De Engelse beeldhouwer en bouwmeester Nicholas Stone was in de leer bij Hendrick en Pieter de Keyser in de periode 1603-1613.